# Arbor (California)
Arbor es un área no incorporada ubicada en el condado de Contra Costa en el estado estadounidense de California.

## Geografía
Arbor se encuentra ubicada en las coordenadas 37°57′42″N 121°43′24″O / 37.96167, -121.72333.